# Pentacora
Pentacora is een geslacht van wantsen uit de familie van de Saldidae (Oeverwantsen). Het geslacht werd voor het eerst wetenschappelijk beschreven door Odo Reuter in 1912.

## Soorten
Het genus bevat de volgende soorten:

- Pentacora grossi Cobben, 1980
- Pentacora hirta (Say, 1832)
- Pentacora leucographa Rimes, 1951
- Pentacora ligata (Say, 1832)
- Pentacora malayensis (Dover, 1929)
- Pentacora ouachita J. Polhemus, 1993
- Pentacora salina (Bergroth, 1893)
- Pentacora saratogae Cobben, 1965
- Pentacora signoreti (Guérin-Méneville, 1857)
- Pentacora sonneveldti Blöte, 1947
- Pentacora sphacelata (Uhler, 1877)